# 夜明け前 朝焼け中
『夜明け前　朝焼け中』は、小劇団を題材にした2013年の日本映画。

## 概要
スーパー戦隊シリーズ「特命戦隊ゴーバスターズ」のブルーバスター役で注目を集めている馬場良馬を始めミュージカル「テニスの王子様」でデビューした若手俳優陣（八神蓮、平田裕一郎、高崎翔太）が出演。
女優陣には肘井美佳を始め橘美緒、中島愛里など。
その他、窪田将治監督作品常連の草野康太、川野直輝、河合龍之介、植野堀誠が出演している。

## キャスト
- 渡辺泰介 - 馬場良馬
- 石田亮 - 八神蓮
- 手塚哲夫 - 平田裕一郎
- 末次圭吾 - 高崎翔太
- 南野香枝 - 肘井美佳
- 川口冬実 - 中島愛里
- 松井栄子 - 橘美緒
- 伊東譲二 - 植野堀誠
- 松本紀明 - 河合龍之介
- 長崎勇次 - 川野直輝
- 長尾卓巳 - 草野康太

## スタッフ
- 監督・脚本・編集：窪田将治
- エグゼクティブプロデューサー：佐伯寛之・宇都木基至
- プロデューサー：斉藤三保
- 撮影監督：根岸憲一
- 録音：田邊茂男
- ヘアメイク：ＭＹＳＡ
- 音楽：與語一平
- 製作：FAITHentertainment・サモワール・Toki Entertainment
- 企画・制作：FAITHentertainment・サモワール
- 配給：FAITHentertainment・サモワール
- 宣伝：ボダパカ

## 映画祭
- 第１回下呂ゆのはな映画祭
- さぬき映画祭2014

## インタビュー
- 『夜明け前 朝焼け中』馬場良馬　平田裕一郎　高崎翔太、窪田将治監督インタビュー - シネルフレ
- 若手俳優を育てるのも監督の仕事――。『夜明け前 朝焼け中』窪田将治監督インタビュー - ガジェット通信